# Gouvernement Popescu-Tăriceanu
Roumanie
Năstase Boc I
Le gouvernement Popescu-Tăriceanu (en roumain : Guvernul Călin Popescu-Tăriceanu) est le gouvernement de la Roumanie du 29 décembre 2004 au 22 décembre 2008, durant la cinquième législature du Parlement roumain.

## Historique du mandat
Dirigé par le nouveau Premier ministre libéral Călin Popescu-Tăriceanu, ce gouvernement est constitué et soutenu par le Parti national libéral (PNL), le Parti démocrate (PD), l'Union démocrate magyare de Roumanie (UDMR) et le Parti humaniste roumain (PUR). Ensemble, ils disposent de 153 députés sur 332, soit 46,1 % des sièges de la Chambre des députés, et 69 sénateurs sur 137, soit 50,4 % des sièges du Sénat.
Il est formé à la suite des élections parlementaires roumaines du 28 novembre 2004. Il succède donc au gouvernement du Premier ministre social-démocrate Adrian Năstase, constitué et soutenu par le Parti social-démocrate (PSD) et le PUR.

### Formation
Au cours de ce scrutin, l'Union nationale PSD+PUR arrive en tête mais sans majorité. Elle est suivie par l'Alliance justice et vérité (DA), qui réunit le PNL et le PD.
Le 12 décembre, le candidat de centre droit Traian Băsescu s'impose lors du second tour de l'élection présidentielle face à Năstase. Le 22 décembre, il invite Popescu-Tăriceanu, président du PNL et chef de file de l'Alliance DA, à constituer le nouvel exécutif. Celui-ci s'associe avec le parti de la minorité hongroise et le PUR, qui abandonne donc sa coalition avec le PSD. Le cabinet, constitué de vingt-quatre ministres dont trois femmes et une indépendante au poste sensible de ministre de la Justice, est dévoilé au palais présidentiel le 26 décembre.
Le vote de confiance devant les deux chambres réunies a lieu deux jours plus tard, le 28 décembre. Le gouvernement remporte l'investiture avec une majorité assez nette, 265 voix pour et 200 contre, ayant bénéficié du soutien des représentants des différentes minorités ethniques du pays.

### Succession
La coalition au pouvoir va se déliter peu à peu. Ainsi, le 4 décembre 2006, le PUR se retire de la majorité et renoue son alliance avec le PSD. À peine quatre mois plus tard, Călin Popescu-Tăriceanu exclut les ministres du PD et organise un vaste remaniement ministériel où ne subsistent que le PNL et l'UDMR. Le 5 avril 2007, il se soumet à un nouveau vote de confiance, qu'il remporte par 302 voix pour et 27 contre, les parlementaires démocrates ayant préalablement quitté la salle des séances et l'exécutif disposant désormais du soutien sans participation des sociaux-démocrates.
Au cours des élections parlementaires du 30 novembre 2008, l'alliance entre le PSD et le Parti conservateur (PC) arrive en tête des suffrages exprimés, mais le nouveau Parti démocrate-libéral (PDL) remporte le plus grand nombre de sièges. Démocrates-libéraux et sociaux-démocrates décident alors de constituer une « grande coalition » sous l'égide du président du PDL Emil Boc. Son premier gouvernement entre en fonction le 22 décembre.

## Composition

### Initiale (29 décembre 2004)
| Fonction | Titulaire | Titulaire                                               | Parti |
| --- | --------- | ------------------------------------------------------- | ----- |
| Premier ministre |           | Călin Popescu-Tăriceanu                                 | PNL   |
| Ministre d'État Coordination des Activités dans le domaine économique                                                   |           | Adriean Videanu (jusqu'au 20/03/2005) Gheorghe Seculici | PD    |
| Ministre d'État Coordination des Activités dans le domaine des Affaires et des PME                                      |           | Gheorghe Copos                                          | PUR   |
| Ministre d'État Coordination des Activités dans le domaine de l'Éducation, de la Culture et de l'Intégration européenne |           | Béla Markó                                              | UDMR  |
| Ministre de la Justice                                                                                                  |           | Monica Macovei                                          | Sans  |
| Ministre des Finances publiques                                                                                         |           | Ionuț Popescu                                           | PNL   |
| Ministre du Travail, de la Solidarité sociale et de la Famille                                                          |           | Gheorghe Barbu                                          | PD    |
| Ministre des Affaires étrangères                                                                                        |           | Mihai Răzvan Ungureanu                                  | PNL   |
| Ministre de l'Intégration européenne                                                                                    |           | Ene Dinga                                               | PD    |
| Ministre de l'Administration et de l'Intérieur                                                                          |           | Vasile Blaga                                            | PD    |
| Ministre de l'Économie et du Commerce                                                                                   |           | Ioan-Codruț Șereș                                       | PUR   |
| Ministre de la Défense nationale                                                                                        |           | Teodor Atanasiu                                         | PNL   |
| Ministre des Transports, des Travaux publics et du Tourisme                                                             |           | Gheorghe Dobre                                          | PD    |
| Ministre de l'Agriculture, des Forêts et du Développement rural                                                         |           | Gheorghe Flutur                                         | PNL   |
| Ministre de l'Éducation et de la Recherche                                                                              |           | Mircea Miclea                                           | PD    |
| Ministre de la Culture et des Cultes                                                                                    |           | Mona Muscă                                              | PNL   |
| Ministre de la Santé publique                                                                                           |           | Mircea Cinteză                                          | PNL   |
| Ministre des Communications et de la Société de l'information                                                           |           | Zsolt Nagy                                              | UDMR  |
| Ministre de l'Environnement et des Eaux                                                                                 |           | Sulfina Barbu                                           | PD    |
| Ministre délégué aux Relations avec le Parlement                                                                        |           | Bogdan Olteanu                                          | PNL   |
| Ministre délégué à la Coordination Secrétaire général du Gouvernement                                                   |           | Mihai Alexandru Voicu                                   | PNL   |
| Ministre délégué au Financement international et à l'Acquis communautaire                                               |           | Cristian David                                          | PNL   |
| Ministre délégué aux Travaux publics et à l'Aménagement du territoire                                                   |           | László Borbély                                          | UDMR  |
| Ministre délégué au Commerce                                                                                            |           | Iuliu Winkler                                           | UDMR  |
| Ministre délégué à la Coordination des activités de contrôle                                                            |           | Sorin Vicol (jusqu'au 21/01/2005)                       | PUR   |

### Remaniement du 22 août 2005
- Les nouveaux ministres sont indiqués en gras, ceux ayant changé d'attribution en italique.

| Fonction | Titulaire | Titulaire                                                                           | Parti |
| --- | --------- | ----------------------------------------------------------------------------------- | ----- |
| Premier ministre |           | Călin Popescu-Tăriceanu                                                             | PNL   |
| Ministre d'État Coordination des Activités dans le domaine économique                                                   |           | Gheorghe Pogea (jusqu'au 12/06/2006)                                                | PD    |
| Ministre d'État Coordination des Activités dans le domaine des Affaires et des PME                                      |           | Gheorghe Copos (jusqu'au 01/06/2006) Bogdan Pascu (04/07 – 04/12/2006)              | PUR   |
| Ministre d'État Coordination des Activités dans le domaine de l'Éducation, de la Culture et de l'Intégration européenne |           | Béla Markó                                                                          | UDMR  |
| Ministre de la Justice                                                                                                  |           | Monica Macovei                                                                      | Sans  |
| Ministre des Finances publiques                                                                                         |           | Sebastian Vlădescu                                                                  | PNL   |
| Ministre du Travail, de la Solidarité sociale et de la Famille                                                          |           | Gheorghe Barbu                                                                      | PD    |
| Ministre des Affaires étrangères                                                                                        |           | Mihai Răzvan Ungureanu (jusqu'au 12/03/2007) Călin Popescu-Tăriceanu a.i.           | PNL   |
| Ministre de l'Intégration européenne                                                                                    |           | Anca Boagiu                                                                         | PD    |
| Ministre de l'Administration et de l'Intérieur                                                                          |           | Vasile Blaga                                                                        | PD    |
| Ministre de l'Économie et du Commerce                                                                                   |           | Ioan-Codruț Șereș (jusqu'au 04/12/2006)                                             | PUR   |
| Ministre de l'Économie et du Commerce                                                                                   |           | Varujan Vosganian                                                                   | PNL   |
| Ministre de la Défense nationale                                                                                        |           | Teodor Atanasiu (jusqu'au 25/10/2006)                                               | PNL   |
| Ministre de la Défense nationale                                                                                        |           | Sorin Frunzăverde                                                                   | PD    |
| Ministre des Transports, des Travaux publics et du Tourisme                                                             |           | Gheorghe Dobre (jusqu'au 13/06/2006) Radu Mircea Berceanu                           | PD    |
| Ministre de l'Agriculture, des Forêts et du Développement rural                                                         |           | Gheorghe Flutur (jusqu'au 23/11/2006) Dan-Ştefan Motreanu (à partir du 06/12/2006)  | PNL   |
| Ministre de l'Éducation et de la Recherche                                                                              |           | Mircea Miclea (jusqu'au 10/11/2005) Mihail Hărdău                                   | PD    |
| Ministre de la Culture et des Cultes                                                                                    |           | Adrian Iorgulescu                                                                   | PNL   |
| Ministre de la Santé publique                                                                                           |           | Eugen Nicolăescu                                                                    | PNL   |
| Ministre des Communications et de la Société de l'information                                                           |           | Zsolt Nagy                                                                          | UDMR  |
| Ministre de l'Environnement et des Eaux                                                                                 |           | Sulfina Barbu                                                                       | PD    |
| Ministre délégué aux Relations avec le Parlement                                                                        |           | Bogdan Olteanu (jusqu'au 19/03/2006) Mihai Alexandru Voicu (à partir du 23/05/2006) | PNL   |
| Ministre délégué à la Coordination Secrétaire général du Gouvernement                                                   |           | Mihai Alexandru Voicu (jusqu'au 23/05/2006) Radu Stroe                              | PNL   |
| Ministre délégué au Financement international et à l'Acquis communautaire                                               |           | Cristian David                                                                      | PNL   |
| Ministre délégué aux Travaux publics et à l'Aménagement du territoire                                                   |           | László Borbély                                                                      | UDMR  |
| Ministre délégué au Commerce                                                                                            |           | Iuliu Winkler                                                                       | UDMR  |

### Remaniement du 5 avril 2007
- Les nouveaux ministres sont indiqués en gras, ceux ayant changé d'attribution en italique.

| Fonction | Titulaire | Titulaire                                                                                                   | Parti |
| --- | --------- | --- | ----- |
| Premier ministre |           | Călin Popescu-Tăriceanu                                                                                     | PNL   |
| Ministre d'État Coordination des Activités dans le domaine de l'Éducation, de la Culture et de l'Intégration européenne |           | Béla Markó                                                                                                  | UDMR  |
| Ministre des Affaires étrangères                                                                                        |           | Adrian Cioroianu (jusqu'au 11/04/2008)                                                                      | PNL   |
| Ministre des Affaires étrangères                                                                                        |           | Lazăr Comănescu (à partir du 14/04/2008)                                                                    | Sans  |
| Ministre de l'Économie et des Finances                                                                                  |           | Varujan Vosganian                                                                                           | PNL   |
| Ministre de la Justice                                                                                                  |           | Tudor Chiuariu (jusqu'au 10/12/2007) Teodor Meleșcanu a.i. (à partir du 15/01/2008)                         | PNL   |
| Ministre de la Justice                                                                                                  |           | Cătălin Predoiu (à partir du 29/02/2008)                                                                    | Sans  |
| Ministre de l'Intérieur et des Réformes administratives                                                                 |           | Cristian David                                                                                              | PNL   |
| Ministre de la Défense                                                                                                  |           | Teodor Meleșcanu                                                                                            | PNL   |
| Ministre des Transports                                                                                                 |           | Ludovic Orban                                                                                               | PNL   |
| Ministre de l'Éducation, de la Recherche et de la Jeunesse                                                              |           | Cristian Adomniței (jusqu'au 06/10/2008) Anton Anton                                                        | PNL   |
| Ministre du Travail, de la Famille et de l'Égalité des chances                                                          |           | Paul Păcuraru (jusqu'au 23/09/2008) Mariana Câmpeanu (à partir du 25/09/2008)                               | PNL   |
| Ministre pour les PME, le Commerce, le Tourisme et les Professions libérales                                            |           | Ovidiu Silaghi                                                                                              | PNL   |
| Ministre de l'Agriculture et du Développement rural                                                                     |           | Decebal Traian Remeș (jusqu'au 11/10/2007)                                                                  | PNL   |
| Ministre de l'Agriculture et du Développement rural                                                                     |           | Dacian Cioloș                                                                                               | Sans  |
| Ministre de la Santé publique                                                                                           |           | Eugen Nicolăescu                                                                                            | PNL   |
| Ministre du Développement régional, des Travaux publics et du Logement                                                  |           | László Borbély                                                                                              | UDMR  |
| Ministre de l'Environnement et du Développement durable                                                                 |           | Attila Korodi                                                                                               | UDMR  |
| Ministre de la Culture et des Cultes                                                                                    |           | Adrian Iorgulescu                                                                                           | PNL   |
| Ministre des Communications et de la Société de l'information                                                           |           | Zsolt Nagy (jusqu'au 30/07/2007) Iuliu Winkler (07/08 – 01/12/2007) Károly Borbély (à partir du 13/12/2007) | UDMR  |
| Ministre délégué aux Relations avec le Parlement                                                                        |           | Mihai Voicu                                                                                                 | PNL   |